# Corno di Rosazzo
Corno di Rosazzo (Cuar di Rosacis in friulano, Koren in sloveno) è un comune italiano di 3 099 abitanti del Friuli-Venezia Giulia.

## Origini del nome
Corno è il nome del torrente (dal latino cornum) dal quale ha preso in parte la denominazione anche Corno di Rosazzo.
Nasce con il nome di Rio Chiaro alle falde del monte Plagnava, scorre nei presso dell'abitato di Corno di Rosazzo e si getta nel torrente Judrio all'altezza di Chiopris-Viscone. Un luogo detto Cornium è ricordato nel 1211 (in loco qui dicitur Cornium). Nel 2011 si sono commemorati gli 800 anni di storia di Corno.
Rosazzo deriva da un aggettivo formato sul latino rosa attraverso il suffisso -aciu e indica una località e le sue rose.
Anche le rose e la cornucopia nello stemma del comune ricordano questa etimologia.

## Storia
Il territorio comunale fu sede di insediamenti umani fin dal mesolitico. Sono state ritrovate diverse tracce di insediamenti risalenti all'epoca romana, una fornace, una Villa, tracce della strada che collegava Forum Julii (Cividale) e il Pons Sontium (Isonzo), dove si collegava alla via consolare fra Aquileia ed Emona (Lubiana). Abitato anche nell'Alto Medioevo, il sito appartenne ai patriarchi di Aquileia, che nel 1135 lo cedettero all'abbazia di Rosazzo.

### Simboli
Lo stemma e il gonfalone sono stati concessi con DPR del 1º novembre 1960.
Il gonfalone è un drappo partito di bianco e d'azzurro.

## Monumenti e luoghi d'interesse

### Architetture religiose
- Santuario della Madonna d'Aiuto, sulla riva sinistra del torrente Corno sarebbe stata trasportata dalla corrente una piccola statua raffigurante la Madonna e per preservarla i fedeli vi eressero nel 1655 una chiesa dedicata alla Santissima Vergine, venerata con l'attributo di auxilium christianorum ("aiuto dei cristiani"). Ogni anno vi si svolge il Perdòn dal 15 agosto all'8 settembre, segno della devozione ancora viva nella popolazione.
- Chiesa di Santa Maria del Rosario, risale al 1400. Della vecchia chiesa resta una notizia: nel 1549 il pittore Polame Valentino di Udine dipinse un'icona; nel 1674 fu dato inizio ai lavori di ristrutturazione e ampliamento terminati 62 anni dopo. Nel 1903 il pittore Antonio Brollo di Gemona dipinse due quadri di pregevole fattura. Al suo interno anche un organo settecentesco. Vicino alla chiesa si erge Villa Bigozzi-Cabassi: il corpo di fabbrica centrale della casa padronale risale al 1700 mentre il classico porticato risale al 1800. L'ala rivolta verso il torrente Corno, sembra essere precedente al 1700. Alle porte del capoluogo sorge il santuario della Madonna d'Aiuto risalente alla metà del Seicento. All'interno è conservata la seicentesca statua lignea della Madonna con Bambino, venerata per aver preservato la popolazione dall'epidemia di colera del 1836. Nel 1843 venne ampliata; il campanile fu terminato nel 1932.
- Chiesetta di San Giacomo Apostolo, a Noax, risale al XIII sec., in seguito ampliata e restaurata. Internamente vi sono affreschi risalenti al tardo Trecento e al primo Cinquecento ed un settecentesco altare in marmo policromo che accoglie una pala di Leopoldo Zuccolo (festa del patrono 3 febbraio).
- Chiesetta di San Leonardo, in località Gramogliano, risale al XV sec. con restauri del 1700. Vi sono conservati due affreschi di Jacum Pitôr, pittore girovago di Nimis, unico esempio di naïf friulano (festa del patrono 6 novembre).
- Chiesa di San Martino a Visinale, sorge su un antico impianto del 1300, in seguito, fu più volte distrutta e ricostruita. L'attuale moderno edificio ospita in una nicchia della facciata, la statua del papa.
- Chiesa di Sant'Andrea Apostolo, nella frazione di Sant'Andrat del Judrio, fu rifatta su un impianto dell'XI secolo, ed inaugurata il 22 settembre 1807; fu utilizzata per la liturgia comunitaria fino all'11 novembre 1972, quando fu consacrata la moderna parrocchiale progettata dall'architetto Ria, al cui interno è conservata una pregevole tela settecentesca, raffigurante la Madonna con Bambino, attribuita alla Scuola del Dolci. La primitiva chiesa di Sant'Andrea posta all'interno di un'antica centa, ha semplici linee architettoniche, di recente alcuni scavi hanno portato alla luce testimonianze di sepolture risalenti al XII sec. Al suo fianco si innalza il campanile inaugurato nel 1912.
- Chiesetta di San Michele Arcangelo, in località Casali Gallo, nata come oratorio della vicina Villa Vanni degli Onesti, probabilmente risale al XIV sec., restaurata agli inizi del Settecento. Sull'altare è collocata la statua di San Michele Arcangelo a cui è dedicata. Di recente in fase di restauro sono venuti alla luce alcuni affreschi di stile germanico raffiguranti gli Apostoli (festa del patrono 29 settembre).

### Castello di Gramogliano
Proprietà degli omonimi signori, è citato per la prima volta in un documento del 1292: dopo il loro avvicinamento ai conti di Gorizia, all'inizio del Trecento, le truppe del patriarca Ottobono circondarono il maniero e ne saccheggiarono i dintorni. Passato in feudo ai signori di Herbenstein, il fortilizio fu preso e atterrato nel 1353 dal patriarca Nicolò di Lussemburgo, ma i conti di Gorizia nel 1377 ne decisero la ricostruzione e riuscirono nell'intento solo nel 1424; appena ultimato il castello fu occupato dalla Repubblica Veneziana, che lo infeudò ai conti Zucco-Cuccagna. Nel 1431 il patriarca Ludovico di Teck, impegnato nel tentativo di riprendere i territori sottrattagli dai Veneziani, mise a ferro e fuoco una vasta parte delle colline orientali, compreso il paese di Corno.
Nel 1509 durante la guerra della lega di Cambrai il paese di Corno di Rosazzo insieme al castello di Gramogliano, furono devastati dall'esercito di Massimiliano I d'Asburgo guidato da Enrico IV di Brunswick-Lüneburg,

## Società

### Evoluzione demografica
Abitanti censiti

### Etnie e minoranze straniere
Al 31 dicembre 2015 gli stranieri residenti nel comune sono 169, ovvero il 5,25% della popolazione. L'unico gruppo di una certa consistenza è quello albanese, con 34 appartenenti.

### Lingue e dialetti
A Corno di Rosazzo, accanto alla lingua italiana, la popolazione utilizza la lingua friulana. Ai sensi della deliberazione n. 2680 del 3 agosto 2001 della Giunta della Regione autonoma Friuli-Venezia Giulia, il Comune è inserito nell'ambito territoriale di tutela della lingua friulana ai fini della applicazione della legge 482/99, della legge regionale 15/96 e della legge regionale 29/2007.
La lingua friulana che si parla a Corno di Rosazzo rientra fra le varianti appartenenti al friulano centro-orientale.

## Amministrazione
| Periodo | Periodo   | Primo cittadino   | Partito                  | Carica  |
| ------- | --------- | ----------------- | ------------------------ | ------- |
| 1995    | 2004      | Ornella Zucco     | Centro sinistra          | Sindaco |
| 2004    | 2014      | Loris Basso       | Lista civica             | Sindaco |
| 2014    | In carica | Daniele Moschioni | Lega per Salvini Premier | Sindaco |